# Florentina Pakosta
Florentina Pakosta (Viena, Àustria, 1933) és una artista austríaca.

## Biografia
Ja cap a finals de la dècada dels cinquanta, Florentina Pakosta va començar a treballar amb la pintura i el grafisme per plasmar la situació social de la seva època. En els seus dibuixos, ofereix una mirada crítica a la imatge de les dones de l'època. En la seva obra Der Ehtering und seine Folgen (L'anell de noces i les seves conseqüències, 1970), reflecteix la idea instal·lada a la societat d'aleshores que les dones, quan es casen, han d'abandonar la seva vida i sotmetre’s als seus marits. El 1978, va ser la primera i única dona membre de la junta de la Vienner Secession i va organitzar l'exposició «Secessionistinnen».
Pakosta es va fer conèixer pels enormes caps dels seus personatges inspirats en les escultures de Franz Xaver Messerschmidt. L'obra WC - Homage to Allen Jones (WC - Homenatge a Allen Jones, 1980) fa referència al retrat sexista Chair (Cadira, 1973) d'Allen Jones, en què una dona mig nua queda degradada a l'estatus d'un moble. Florentina Pakosta escenifica una situació similar, però utilitzant el sexe oposat.